# امی تاکی
امی تاکی (انگلیسی: Emi Takei؛ زادهٔ ۲۵ دسامبر ۱۹۹۳) هنرپیشه، مدل فشن و خواننده ژاپنی است. از فیلم‌هایی که وی در آن نقش داشته است، می‌توان به شمشیرزن دوره‌گرد، شمشیرزن دوره‌گرد: جهنم کیوتو و شمشیرزن دوره‌گرد: افسانه پایان می‌یابد اشاره کرد.

## فیلم
| سال  | نام                                  | نقش          |
| ---- | ------------------------------------ | ------------ |
| ۲۰۱۲ | شمشیرزن دوره‌گرد                      | کائورو کامیا |
| ۲۰۱۴ | شمشیرزن دوره‌گرد: جهنم کیوتو          | کائورو کامیا |
| ۲۰۱۴ | شمشیرزن دوره‌گرد: افسانه پایان می‌یابد | کائورو کامیا |
| ۲۰۱۶ | ترا فورمارس                          | نانائو آکیتا |
| ۲۰۲۱ | شمشیرزن دوره‌گرد: پایان               | کائورو کامیا |